# Elaphoglossum neei
Elaphoglossum neei är en träjonväxtart som beskrevs av M. Kessler och Mickel. Elaphoglossum neei ingår i släktet Elaphoglossum och familjen Dryopteridaceae. Inga underarter finns listade.